# Schizopetalon tenuifolium
Schizopetalon tenuifolium är en korsblommig växtart som beskrevs av Rodolfo Amando Philippi. Schizopetalon tenuifolium ingår i släktet Schizopetalon och familjen korsblommiga växter. Inga underarter finns listade i Catalogue of Life.